# Dům v ulici Rokitanského čp. 73 (Hradec Králové)
Dům v ulici Rokitanského čp. 73 v Hradci Králové je původně gotický, později několikrát přestavovaný řadový měšťanský dům. Zajímavostí je, že se v něm v roce 1753 narodil stavitel Antonín Kermer (též Kerner), syn stavitele a architekta Františka Kermera (též Kernera).

## Historie
Dům gotického původu byl výrazně renesančně přestavěn v roce 1570. Dne 26. června 1753 se v domě narodil pevnostní stavitel Antonín Kermer.
Přehled vlastníků a využití domu:
- 1790 – majitelka Anna Hubrinová
- 1806 – majitelka Anna Koželuhová (snad se jedná o tutéž majitelku, pouze znovu provdanou)
- 1826 – majitel František Lhota
- 1854 – majitel František Stein
- 1867 – dům zdědila Steinova vdova, která jej prodala klempíři Součkovi
- po Součkově smrti se stala majitelkou jeho vdova Marie (dle záznamů dům rozhodně vlastnila v roce 1891)
- po roce 1894 – majitelé rodina Höllige (též Hellige), v domě provozovali pekařství
- 30. léta 20. století – v domě provozoval pekařství a koloniální obchod Václav Kosař

Dům měl vždy várečné právo.
V roce 1964 byla nemovitost zapsána do seznamu kulturních památek. V roce 1966 přešel objekt do vlastnictví státu a byla okamžitě zahájena jeho rekonstrukce, neboť hrozilo samovolné sesutí. Rekonstrukce však nakonec nebyla z finančních důvodů uskutečněna v plném rozsahu. V roce 1992 byl obnoven hlavní vstup do budovy v historické podobě a byl také zazděn průchod do sousedního domu čp. 72. V roce 2008 vznikl záměr dům jako jeden celek privatizovat, nakonec byl ale v roce 2010 rozprodán po jednotlivých bytových jednotkách (dům tedy vlastní asi desítka majitelů) a zároveň bylo zřízeno věcné břemeno zajišťující volný průchod v podloubí domu.

## Architektura
Třípatrový dům na úzké parcele je zakončen sedlovou střechou se štíty. Hlavní průčelí má přes celou šířku parteru jediný oblouk podloubí, zakončený betonovými opěráky. Přízemí je v omítce zdobeno rustikou imitující klenák. Průčelí je trojosé a okna s podokenními římsami jsou vsazena v profilovaných šambránách. Původní patrový renesanční štít z 16. století se nedochoval, štít domu je troúhelníkový, se dvěma okny v atice. V domě se zachovaly valeně klenuté původní gotické sklepy a v přízemí prostory klenuté valeně s lunetami.